# Liverpool Sound Collage
Albums de Paul McCartney
Working Classical
(1999) Wingspan: Hits and History
(2001)
Albums expérimentaux de Paul McCartney
Strawberries Oceans Ships Forest
(1993)
Liverpool Sound Collage est un album de musique expérimentale de Paul McCartney paru en 2000. Il s'agit d'une création sur demande de l'artiste Peter Blake qui voulait un fond sonore accompagnant une exposition sur les collages artistiques.
Aidé du groupe Super Furry Animals et de son complice du duo The Fireman, Youth, McCartney compose cet album constitué d'extraits sonores de conversation des Beatles en studio, de son Liverpool Oratorio et d'autres bandes diverses. Le tout donne un résultat rappelant le Revolution 9 de John Lennon.
Comme la plupart des albums de ce type, Liverpool Sound Collage reçoit un accueil mitigé et se vend assez peu, malgré une médiatisation portée par la présence d'extraits audio inédits des Beatles. D'un point de vue critique, il divise, mais est nommé pour recevoir le Grammy Award du meilleur album de musique alternative.

## Pistes
1. Plastic Beetle - 8:23
2. Peter Blake 2000 - 16:54
3. Real Gone Dub Made in Manifest in the Vortex of the Eternal Now - 16:37
4. Made Up - 12:58
5. Free Now - 3:29